# Flame y Citrón
Flame y Citrón (Flammen og Citronen) (2008) es un film danés de Ole Christian Madsen sobre la resistencia danesa en la Segunda Guerra Mundial protagonizado por Mads Mikkelsen y Thure Lindhardt.
El título alude a dos conocidos miembros del grupo de la resistencia contra los nazis: Bent Faurschou-Hviid, conocido como Flama o Antorcha por su pelo naranja, y Jørgen Haagen Schmith o Limón obrero en la fábrica Citroën danesa.
Fue rodada en los Estudios Babelberg de Alemania y en Copenhague y Praga. Es la película danesa más cara hasta la fecha.

## Elenco
- Thure Lindhardt - Flammen/Bent Faurschou-Hviid
- Mads Mikkelsen - Citronen/Jørgen Haagen Schmith
- Stine Stengade - Ketty Selmer
- Finn Bergh
- Christian Berkel - Karl-Heinz Hoffmann
- Rasmus Bjerg
- Martin Greis
- Lars Mikkelsen - Frode Jacobsen
- Peter Mygind - Aksel Winther
- Caspar Phillipson - Christian Frederik von Schalburg